# Ampelisca serraticaudata
Ampelisca serraticaudata är en kräftdjursart. Ampelisca serraticaudata ingår i släktet Ampelisca och familjen Ampeliscidae. Inga underarter finns listade i Catalogue of Life.